# Žíšov
Žíšov es una localidad del distrito de Tábor en la región de Bohemia Meridional, República Checa, con una población estimada a principio del año 2018 de 242 habitantes. 
Se encuentra ubicada al noreste de la región, a poca distancia al sur de Praga, y cerca de la orilla del río Lužnice —un afluente del Moldava que, a su vez, es afluente del Elba—  y de la frontera con las regiones de Vysočina y Bohemia Central.